# Nicolas-Henri Tardieu
Pour les articles homonymes, voir Tardieu (patronyme).
Nicolas-Henri Tardieu dit « Tardieu ainé », né le 18 janvier 1674 à Paris où il est mort le 27 janvier 1749, est un graveur français.
Il est avec son épouse Marie-Anne à l'origine d'une importante dynastie de graveurs, entre autres.

## Biographie
Élève de Lepautre, Gérard, Jean et Benoit Audran, Tardieu fut agréé à l’Académie le 29 octobre 1712, puis reçu académicien le 29 novembre 1720, sur le Portrait gravé du duc d’Antin, d’après Rigaud (chalcographie du Louvre) et graveur du roi. 
Tardieu avait épousé, le 1er septembre 1706, à Saint-Jacques-du-Haut-Pas, la veuve du commissionnaire de l’oratoire Laurent Baron, Louise-Françoise Aveline, de la famille du graveur de ce nom. Devenu veuf en 1708, il épousa en secondes noces, le 20 octobre 1712, la veuve du pâtissier Germain Le Coq, Marie-Anne Horthemels, qui elle-même a cultivé avec talent la gravure, et qui a notamment vulgarisé par le burin les portraits du cardinal de Bissy, du cardinal de Rohan et du régent. Il devint par ce mariage le beau-frère de Charles-Nicolas Cochin et d'Alexis Simon Belle.
Tardieu ainé se recommande par la variété de ses travaux, la liberté de la touche. Son œuvre considérable se distingue par une touche très colorée, et il a su combiner heureusement la pointe avec le burin. Son travail, heureux mélange de pointe et de burin, est à la fois régulier et pittoresque, sans aller jusqu’à la liberté excessive qui a caractérisé plus tard la manière de Jacques-Philippe Le Bas, dont il a été le maitre, ainsi que de Laurent Cars. Sa planche du Grand embarquement pour Cythère, d’après Watteau, a su faire passer l’esprit et la couleur du tableau reproduit. Jean-Baptiste van Loo a peint son portrait placé dans les galeries de Versailles.

## Œuvres

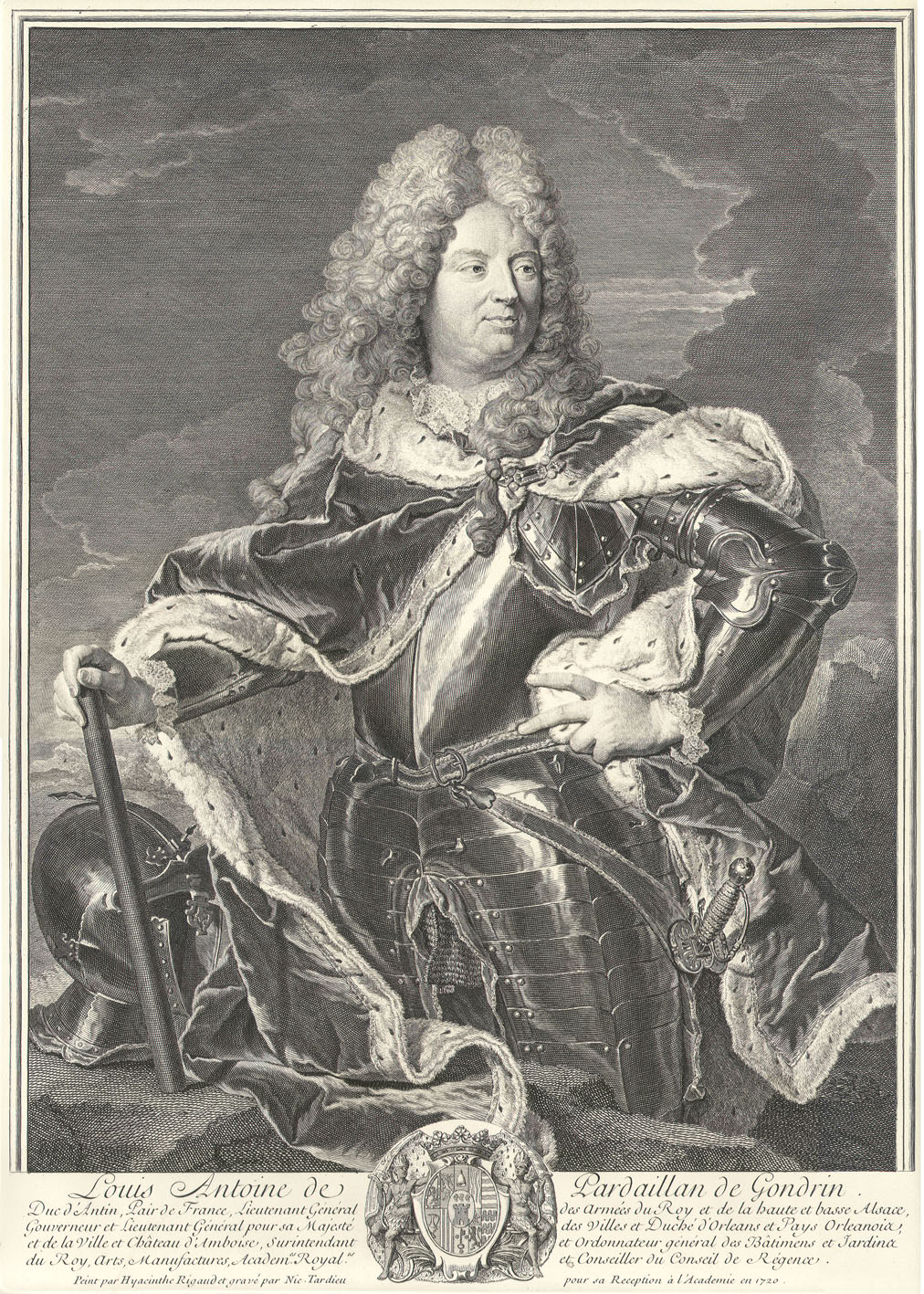
Louis-Antoine de Pardaillan de Gondrin, duc d'Antin, par Nicolas-Henri Tardieu, 1720.

### Portraits
- Nicolas Pollart, prêtre de l’Oratoire en 1740, dessiné et gravé par Nicolas Tardieu, (29,8 × 20,9 cm)[1] ;
- Louis-Antoine de Pardaillan de Gondrin, duc d'Antin, surintendant des Bâtiments, d'après Hyacinthe Rigaud, (47 × 33,7 cm)[2] ;
- Claude Perreton , prêtre de la congrégation de l'Oratoire, (1622-1710), (19,2 × 12,7 cm)[3]

### Sujets religieux
- Saint Jérôme dans le désert, 1741, d’après le tableau de Pierre Dulin dans la chapelle de l’abbé Bignon aux Filles Saint-Thomas[4] ;
- Apparition de Jésus à Madeleine, d’après Bertin ;
- L'Annonciation d'après Carlo Maratta, (42,7 × 29,7 cm)[5]
- La Sainte Vierge, (44,5 × 32,7 cm)[6]
- Adam et Ève repris de leur péché, d'après Domenico Zampieri dit Le Dominiquin (44,3 × 33,5 cm)[7]
- Jugement de Salomon; d'après Sébastien Leclerc, (1676-1763)[8]

### Sujets historiques ou mythologiques
- Série de douze gravures représentant divers épisodes de la vie de l' empereur Constantin réalisées d'après Peter Paul Rubens :
  - La croix apparaît dans le ciel à l’empereur Constantin, (36 × 41,7 cm)[9] ;
  - Constantin reçoit le baptême en 337, (38 × 41,5 cm)[10];
  - Double mariage de Constance Chlore et de Maximin Galère en 292,  (37 × 44,5 cm)[11] ;
  - Entrevue de Constantin et de son fils Crispe à Byzance après la bataille navale de Gallipolé en 324,  (36,1 × 25,5 cm)[12];
  - Bataille de Constantin contre le tyran Maxence, 28 octobre 312,  (36,2 × 49,7 cm)[13]  ;
  - Défaite et mort du tyran Maxence, (36 × 53,5 cm)[14] ;
  - Constantin se fait apporter l'étendard, (35,9 × 25,5 cm)[15]
  - Entrée de Constantin à Rome en 312, (36 × 42,8 cm)[16]
  - Les Sénateurs rendent hommage à Constantin, (36,2 × 42 cm)[17]
  - Trophée à la gloire de Constantin en 312, (36,2 × 25,5 cm)[18]
  - Fondation de Constantinople en 326, (36 × 31,5 cm)[19]
  - Hélène, mère de Constantin, lui présente un morceau de la vraie Croix qu'elle a fait apporter de Jérusalem en 327,  (36,2 × 31,4 cm)[20]
- La Colère d'Achille d'après Antoine Coypel[21]
- Le Couronnement du roi Louis XV (54 × 80 cm)[22] ;
- Une suite des Batailles d’Alexandre, d’après Lebrun.

Gravures à sujets historiques ou mythologiques
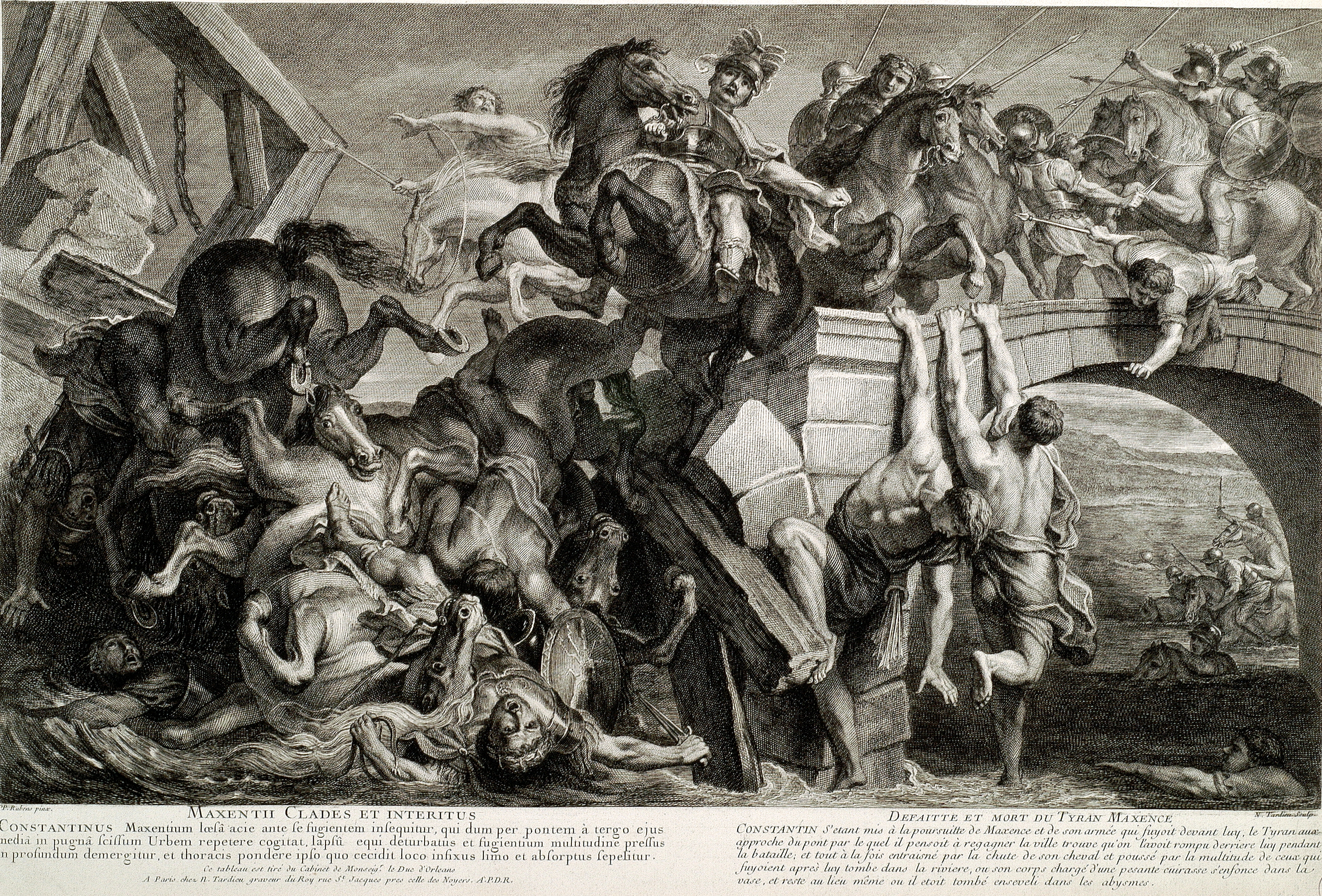
Défaite et mort du tyran Maxence
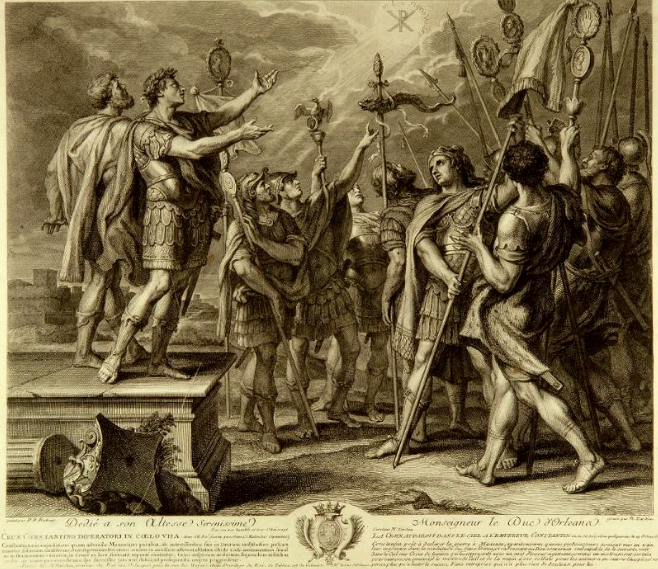
La Croix apparaît dans le ciel à l'empereur Constantin
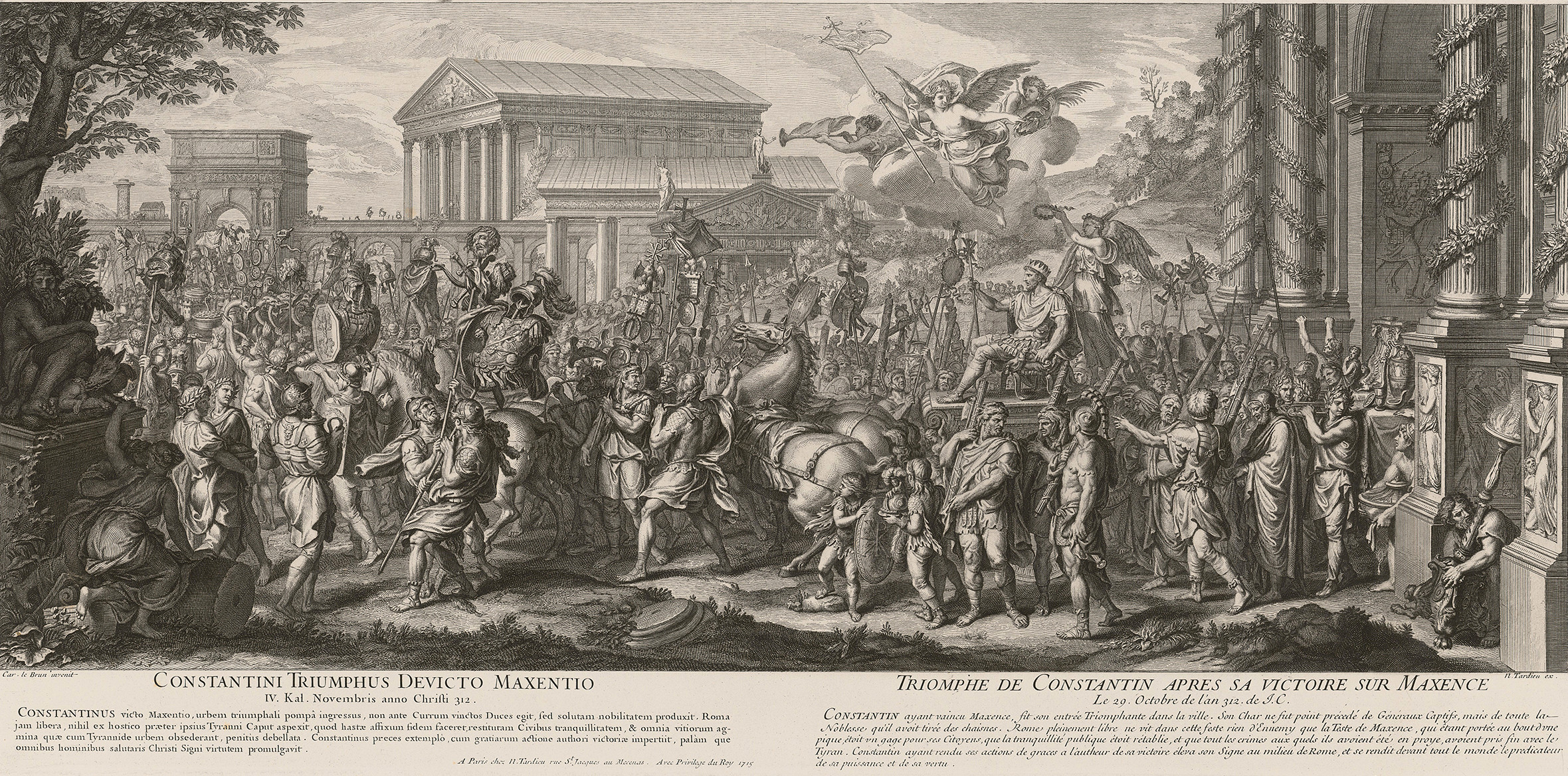
Triomphe de Constantin

### Sujets divers
- Un plafond du Palais-Royal, d’après Charles Antoine Coypel, (85,5 × 102,3 cm)[23] ;
- Vue de la ville de Beauvais, d’après un pastel d’Oudry, 1747 ;
- Vue de l’abbaye de Poissy du côté de la forêt de Saint-Germain, 1748, d’après un pastel d’Oudry ;
- La Henriade de Voltaire, Londres, 1728, frontispice du chant quatrième d'après Nicolas Vleughels ;
- Gravures, 1738 ;
- Recueil historié des hommes illustres d’Angleterre, d’après des dessins italiens et français ;
- Nicolas Tardieu réalise plusieurs gravures du livre Les Fables nouvelles[24] d'Antoine Houdar de La Motte publiées en 1719 dont : L'aigle et l'aiglon[25], La Magicienne[26], Les Sacs des destinées[27], Les Deux oracles, Le Pélican et l'araignée, L'Homme et la sirène, Achille et Chiron, Minos et la mort etc. Les autres graveurs ayant également illustré ce livre sont : Claude Gillot, Nicolas-Étienne Edelinck, Bernard Picart, Charles Simonneau.
- Gravures d’après Antoine Watteau :
  - Les Champs-Élysées, (35 × 42,6 cm)[28]
  - L’Embarquement pour Cythère[29];
  - La Proposition embarrassante[30]
  - Heureux âge, âge d'or[31]
  - M. de Julienne jouant du violoncelle près de Watteau[32]

Gravures d'après Antoine Watteau
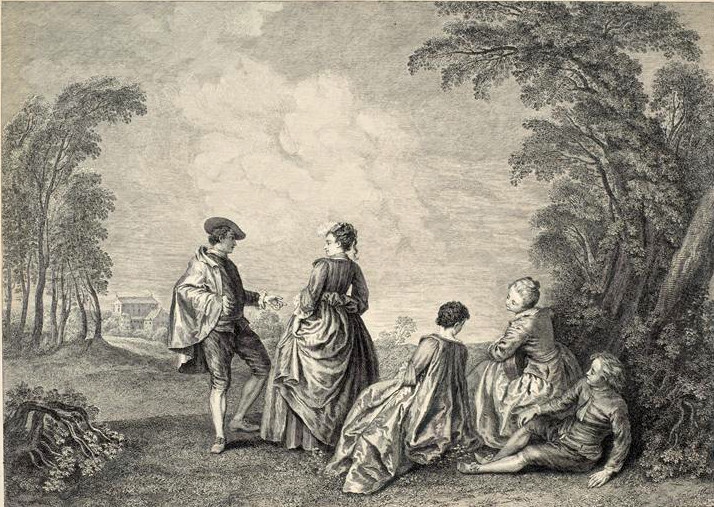
La Proposition embarrassante
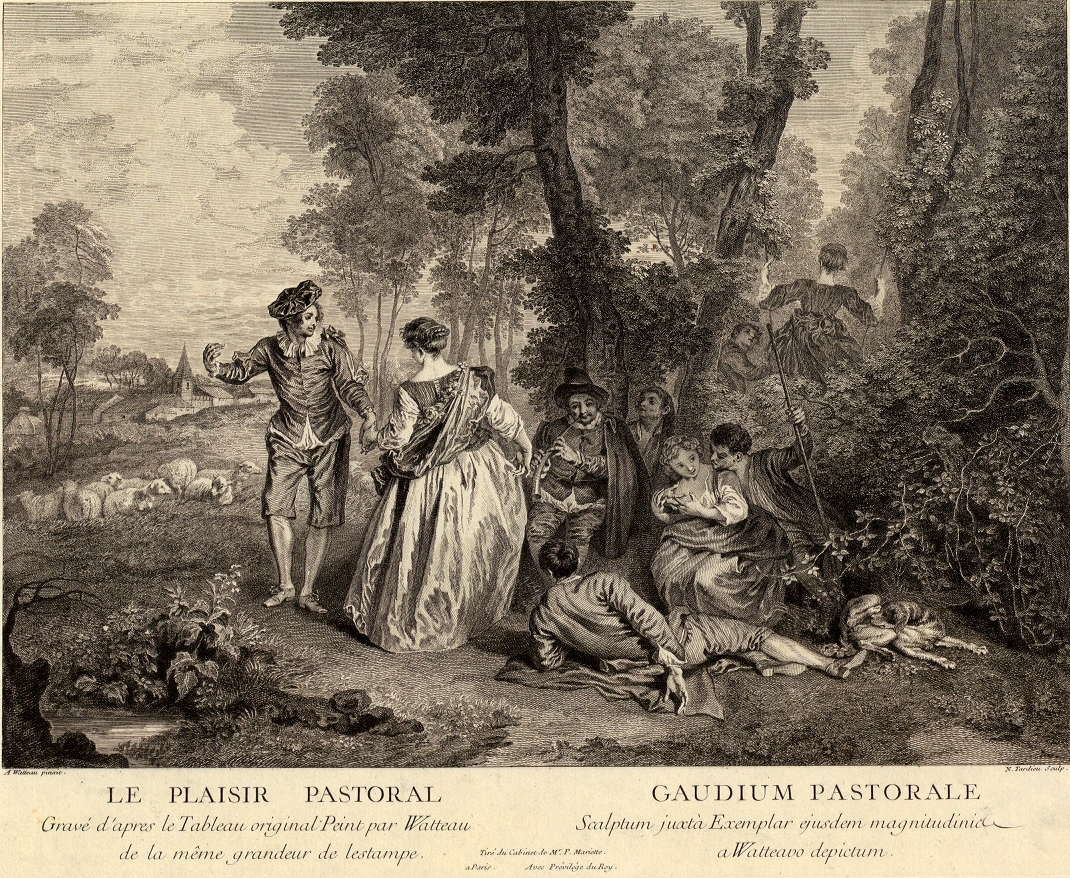
Plaisir pastoral
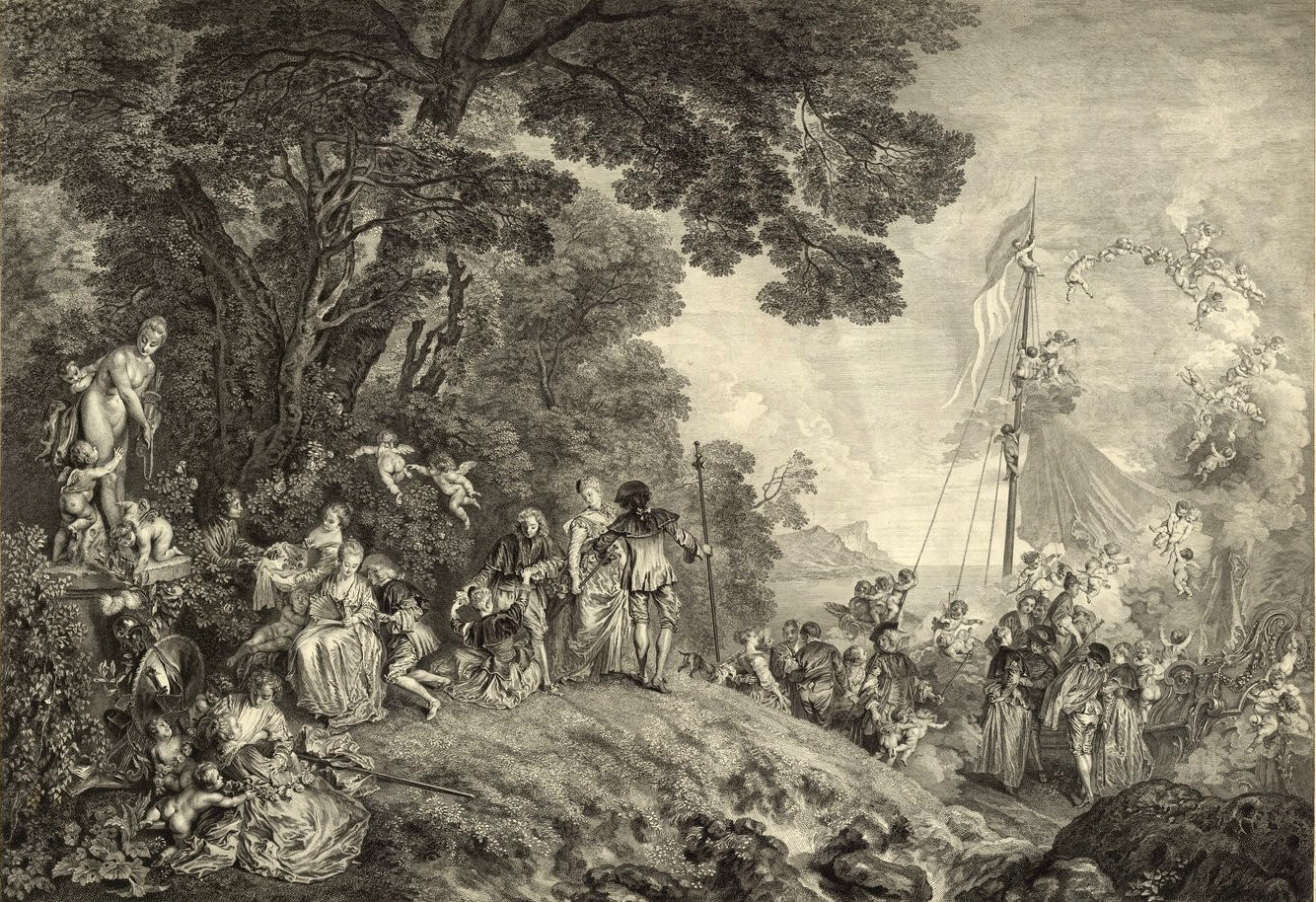
L'Embarquement pour Cythère
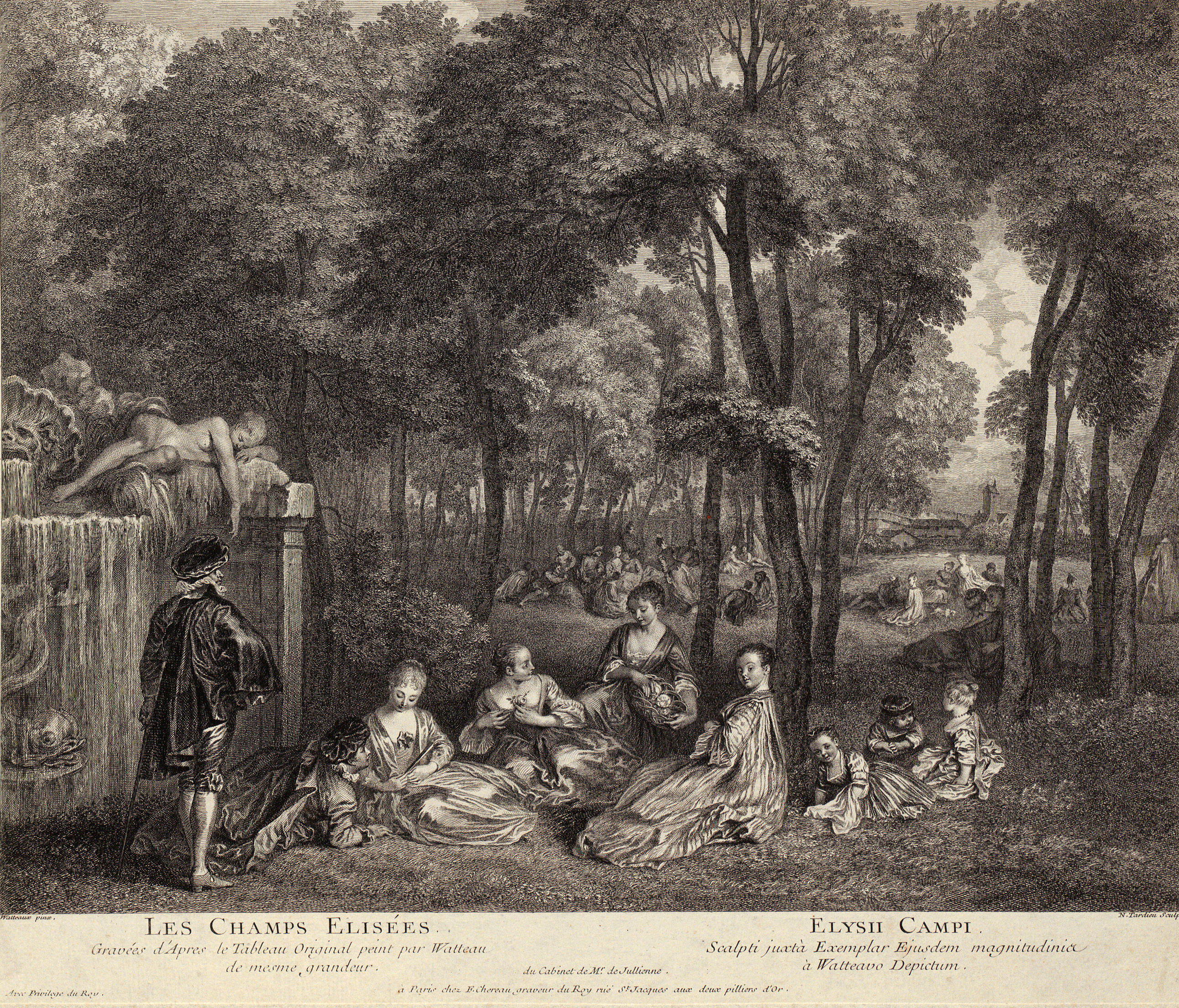
Les Champs Élysées

## Expositions
- Antoine Watteau et l'art de l'estampe, Musée du Louvre, Paris, 2010.

## Réception critique
- « Il a été l'un des plus brillants interprètes de Watteau... Ses estampes sont de bons témoins de l'évolution qui s'est produite dans les techniques de la gravure chez les héritiers de Gérard Audran. » - Émile Dacier[33]
- « Un des plus beaux graveurs du XVIIIe siècle et le plus remarquable de la nombreuse et célèbre famille Tardieu. » - Dictionnaire Bénézit[34]

## Élèves
- Bernard Baron
- Laurent Cars
- Pierre-Simon-Benjamin Duvivier
- Jacques-Philippe Le Bas